# Cetteo di Amiterno
San Cetteo o Ceteo, detto anche Pellegrino (VI secolo – Fiume Aterno, 13 giugno 597) è stato un vescovo italiano, venerato come santo dalla Chiesa cattolica; è patrono della città di Pescara e dell'arcidiocesi di Pescara-Penne.

## Biografia
Attorno al 590, sotto il pontificato di papa Gregorio I, venne eletto vescovo di Amiternum in Sabina (nei pressi di San Vittorino, nella Conca aquilana).
Secondo una passio ampiamente leggendaria, venne ingiustamente accusato di aver tradito la sua città al tempo della discesa dei longobardi in Italia: avrebbe subito il martirio per annegamento nel 597, e il suo corpo, gettato nel fiume Aterno-Pescara con una mola di pietra legata al collo, sarebbe stato miracolosamente trasportato dalla corrente fino alla foce del fiume, a Pescara, dove sarebbe stato raccolto e sepolto nella chiesa che poi gli fu intitolata (l'attuale cattedrale di San Cetteo).
Un'altra versione vuole che Cetteo fosse vescovo di Aternum, ossia Pescara, dove venne martirizzato dai conquistatori longobardi e gettato nel fiume dal ponte romano ivi presente. 
La statua attuale risale al XVII secolo, conservata dal 1975 presso la cattedrale. 
La festa storica di San Cetteo consisteva in una processione di barche dei pescatori lungo il fiume Aterno, luogo del martirio.

## Culto
Il suo nome fu iscritto nel Martirologio Romano al giorno 13 giugno, ma nella città di Pescara se ne fa memoria la 1ª domenica di luglio e il 10 ottobre.
Nel 1951 la nuova statua processionale, con le reliquie, è divenuta quella in argento di Arrigo Minerbi, che ritrae il santo in  veste di vescovo, con la tiara e il pastorale.